# Frederik Buch som Soldat
Frederik Buch som Soldat er en dansk stumfilm fra 1913, der er instrueret af Christian Schrøder efter manuskript af Harriet Lehmann.

## Handling
Denne artikel mangler et handlingsreferat. Hjælp os med at skrive det.